# Pierpaolo Vettori
Pierpaolo Vettori (Venaria Reale, 18 aprile 1967) è uno scrittore italiano.

## Biografia
Diplomato al liceo scientifico, studia Lingue e Letterature straniere all'Università degli Studi di Torino, dove si laurea con una tesi su Richard Lester e il cinema della Swinging London. Dal 1994 al 1999 fonda i Groovers, con i quali conduce un programma su Radio Flash di Torino. In seguito collabora con i mensili musicali Rumore e Blow Up. Nel 1999 pubblica l'album Melalcoholic Angel, prodotto dalla Beware! Records e impreziosito dalla copertina disegnata dal musicista britannico Robert Wyatt. 
Finalista al Premio Italo Calvino nel 2010 e nel 2011, esordisce in ambito letterario nel 2011 con il romanzo La notte dei bambini cometa, a cui fa seguito dopo pochi mesi Le sorelle Soffici, che riceve un ampio consenso della critica specializzata. Leonetta Bentivoglio su Repubblica lo definisce «un libro anomalo, spiazzante e lieve nella scrittura (...) che acchiappa il lettore e non gli permette di restare mai indifferente». Per Andrea Bajani (Il sole 24 ore) è il «romanzo più interessante, vivo, potente della stagione», mentre il programma radiofonico Fahrenheit lo elegge libro del mese a febbraio 2012.
Nel 2014 esce il suo terzo romanzo La vita incerta delle ombre.
Nell'aprile del 2018 pubblica presso Bompiani il suo quarto romanzo Lanterna per illusionisti.
Il 10 settembre 2021 vince la quinta edizione del Premio Nazionale di Letteratura Neri Pozza con il romanzo Un uomo sottile, in seguito candidato al Premio Strega.
L'imperatore delle nuvole, sempre pubblicato da Neri Pozza, arriva nelle librerie a fine 2023. Il romanzo è nella cinquina finalista del Premio Sila 2024 e della 27ª edizione del Premio Parco Majella 2024.

## Opere
- La notte dei bambini cometa, Antigone, 2011 - Nuova ed. ampliata Bompiani, 2019
- Le sorelle Soffici, Elliot, 2012
- La vita incerta delle ombre, Elliot, 2014
- Lanterna per illusionisti, Bompiani, 2018
- Un uomo sottile, Neri Pozza, 2021
- L'imperatore delle nuvole, Neri Pozza, 2023

## Discografia
- Melalcoholic Angel, Beware! Records, 1999

## Riconoscimenti
- Finalista al Premio Calvino 2010 (La notte dei bambini cometa)
- Finalista al Premio Calvino 2011 con segnalazione della giuria (Le sorelle Soffici)
- Finalista al Premio Piero e Camilla Peradotto 2012
- Finalista al Premio Zerilli Marimò 2012
- Le sorelle Soffici libro del mese di febbraio 2012 per la trasmissione radiofonica Fahrenheit
- Vincitore del Premio Nazionale di Letteratura Neri Pozza 2021 (Un uomo sottile)
- Finalista al Premio Sila 2024.
- Finalista al Premio Parco Majella 2024.